# Nikola Vukčević (Historiker)
Nikola Vukčević (* 1914; † 30. Januar 1982 in Belgrad, SFR Jugoslawien) war ein jugoslawischer (montenegrinischer) Historiker und Ethnologe.  

## Leben und Wirken
Nikola Vukčević wurde im Jahre 1914 geboren. Er besuchte unter anderem die Theologische Fakultät an der Universität Belgrad. Noch während des Zweiten Weltkrieges veröffentlichte er erste Werke, darunter Die Verwandtschaft (Blutsverwandtschaft, Schwägerschaft, gesetzliche- und geistliche Verwandtschaft) als Ehehindernis in der Morgen- und Abendländischen Kirche. Anfang der 1950er Jahre gehörte der zum Sozialismus bekehrte Vukčević unter anderem als Mitarbeiter der Kommission für religiöse Angelegenheiten an und wurde erst später als Historiker und Ethnologe bekannt. Nachdem er noch bis kurz davor diverse Publikationen veröffentlichte, starb Vukčević überraschend am 30. Januar 1982 in Belgrad.

## Werke (Auswahl)
- Die Verwandtschaft (Blutverwandtschaft, Schwägerschaft, gesetzliche- und geistliche Verwandtschaft) als Ehehindernis in der Morgen- und Abendländischen Kirche, im Selbstverlag erschienen. 1938 bzw. 1944.
- Pitanje boja na Carevom lazu, Belgrad. 1968.
- Један прилог традицији у Црној Гори, Belgrad. 1971.
- Осврт на нека питања из историје Црне Горе, Belgrad. 1981.
- Вриједна књига о Црногорцима, Cetinje. 1981.
- Етничко поријекло Црногораца, Belgerad. 1981.